# Когнитивна неуронаука
Когнитивна неуронаука je једна од најмлађих научна дисциплина из области неуронаука која се бави биолошким механизмима реализације виших менталних процеса, познатих и под термином когниција.
Когнитивна неуронаука може се дефинисати и као наука која се бави биолошком обрадом информација. Као таква она тражи одговоре на питања како се информације:
- прикупљају (сензација);
- тумаче како би се спознало њихово значење (перцепција);
- складиште или генерализују (памћење и учење);
- користе у апстрактном мишљењу како би се анализирала прошлост и предвидела будућност (размишљање и свест);
- користе како би се организовала акција (доношење одлука);
- користе како би се управљало сопственим понашањем (моторна контрола);
- размењују у комуникацији (говор и писање).

Иако се когнитивна неуронаука појавила у касним седамдесетим годинама, когнитивне функције су предмет интересовања науке неупоредиво дуже. Данас се велики број наука и научних дисциплина у основи бави истим питањем, начином функционисања људског ума–мозга. То су, поред когнитивне неуронауке, и:
- когнитивна наука,
- когнитивна психологија,
- когнитивна неуропсихологија,
- когнитивна биологија.